# Idstedt
Idstedt (en danois: Isted) est une commune du Schleswig-Holstein, entre la Trène et l'Eider, à 10 kilomètres de Schleswig. Les Danois y remportèrent en 1850 une victoire sur les insurgés du Schleswig-Holstein pendant la première guerre de Schleswig.